# Le Bois-Hellain
Le Bois-Hellain es una localidad y comuna francesa situada en la región de Normandía, departamento de Eure, en el distrito de Bernay y cantón de Cormeilles. Sus habitantes se dedican mayoritariamente a la agricultura, ganadería y a la fabricación de sidra.

## Demografía
| 147 | 113 | 111 | 102 | 147 | 158 |
| Para los censos de 1962 a 1999 la población legal corresponde a la población sin duplicidades (Fuente: INSEE [Consultar]) |     |     |     |     |     |

## Monumentos
- Iglesia de Notre-Dame del siglo XII, con fachada del XIV y porche con estructura de madera del XVI. Destaca el campanario, coronado por una aguja octogonal y que contiene una campana fechada en 1754.[4]
- La fiesta patronal se celebra el 27 de julio, festividad de san Joaquín y santa Ana.[4]